# 长叶松酸
长叶松酸是一种有机化合物，化学式为C
20H
30O
2，是一种二萜及树脂酸，它是枞酸的异构体。 它是一种无色固体，可溶于极性有机溶剂。在生物上，它可作为树木（特别是针叶树）的保护剂。它由香叶基香叶基焦磷酸通过生物途径合成。